# Hipotalamus
Hipotalamusul (din greaca veche ὑπό, „sub”, și θάλαμος, „cameră”) este o porțiune a creierului care conține un număr de nuclei mici cu o varietate de funcții. Una dintre cele mai importante funcții ale hipotalamusului este legarea sistemului nervos de sistemul endocrin prin intermediul glandei pituitare.Hipotalamusul este situat sub talamus și face parte din sistemul limbic.  În terminologia neuroanatomică, formează partea ventrală a diencefalului. Toate creierele vertebratelor conțin un hipotalamus. La om, este de mărimea unei migdale.
Hipotalamusul este responsabil pentru reglarea anumitor procese metabolice și a altor activități ale sistemului nervos autonom. Acesta sintetizează și secretă anumiți neurohormoni, numiți hormoni de eliberare sau hormoni hipotalamici, care la rândul lor stimulează sau inhibă secreția de hormoni din glanda pituitară. Hipotalamusul controlează temperatura corpului, foamea, aspectele importante ale comportamentelor parentale și de atașament, sete,  oboseală, somn și ritmuri circadiene . 

## Anatomie

Hipotalamus uman (prezentat în roșu)

Hipotalamusul este împărțit în 3 regiuni (supraoptică, tuberală, mamilară) într-un plan parasagital, indicând localizarea anterior-posterioară; și 3 zone (periventriculară, medială, laterală) în planul coronal, indicând locația medial-laterală. Nucleii hipotalamici sunt localizați în aceste regiuni și zone specifice.  Se găsește în toate sistemele nervoase ale vertebratelor. La mamifere, celulele neurosecretorii magnocelulare din nucleul paraventricular și nucleul supraoptic al hipotalamusului produc hormonii neurohipofiziari, oxitocină și vasopresină. Acești hormoni sunt eliberați în sânge în hipofiza posterioară.  Celulele nevrosecretorii parvocelulare mult mai mici, neuronii nucleului paraventricular, eliberează hormonul care eliberează corticotropina și alți hormoni în sistemul portal hipofizar, unde acești hormoni se difuzează către hipofiza anterioară.

### Nucleii
Nucleii hipotalamici includ următoarele:   
| Regiune               | Zonă            | Nucleu | Funcție |
| Anterior (supraoptic) | Preoptic        | Nucleul preoptic | - Termoreglare |
| Anterior (supraoptic) | Medial          | Nucleul preoptic medial | - Reglează eliberarea hormonilor gonadotropi din adenohipofiză - Conține nucleul dimorf sexual, care eliberează GnRH, dezvoltarea diferențială între sexe se bazează pe nivelurile de testosteron uterin - Termoreglare |
| Anterior (supraoptic) | Medial          | Nucleul supraoptic | - Eliberarea vasopresinei - Eliberare de oxitocină |
| Anterior (supraoptic) | Medial          | Nucleul paraventricular | - eliberarea hormonului care eliberează tirotropina - eliberarea hormonului care eliberează corticotropină - eliberare de oxitocină - eliberarea vasopresinei - eliberare de somatostatină                              |
| Anterior (supraoptic) | Medial          | Nucleul hipotalamic anterior                                                                                                  | - termoreglare - gâfâind - transpirație - inhibarea tirotropinei |
| Anterior (supraoptic) | Medial          | Nucleul suprachiasmatic | - Ritmurile circadiene |
| Anterior (supraoptic) | Lateral         | | |
| Anterior (supraoptic) | Nucleul lateral | Vezi Lateral hypothalamus § Function - sursa primara de neuroni orexin care se proiecteaza in tot creierul si maduva spinarii | |
| Mijlociu (tuberal)    | Medial          | Nucleul hipotalamic dorsomedial                                                                                               | - tensiune arteriala - ritm cardiac - Stimularea GI |
| Mijlociu (tuberal)    | Medial          | Nucleul ventromedial | - sațietate - control neuroendocrin |
| Mijlociu (tuberal)    | Medial          | Nucleul arcuit | - Hormonul care eliberează hormonul de creștere (GHRH) - hrănire - Inhibarea prolactinei mediată de dopamină |
| Mijlociu (tuberal)    | Lateral         | Nucleul lateral | Vezi Lateral hypothalamus § Function - sursa primara de neuroni orexin care se proiecteaza in tot creierul si maduva spinarii                                                                                           |
| Mijlociu (tuberal)    | Lateral         | Nucleii tuberali laterali | |
| Posterior (mamilar)   | Medial          | Nucleii mamilari (parte a corpurilor mamilare )                                                                               | - memorie |
| Posterior (mamilar)   | Medial          | Nucleul posterior | - Creșteți tensiunea arterială - dilatarea pupilară - tremurând - eliberarea vasopresinei |
| Posterior (mamilar)   | Lateral         | Nucleul lateral | Vezi Lateral hypothalamus § Function - sursa primara de neuroni orexin care se proiecteaza in tot creierul si maduva spinarii                                                                                           |
| Posterior (mamilar)   | Lateral         | Nucleul tuberomamilar | - excitare (veghe și atenție) - hrănirea și echilibrul energetic - învățare - memorie - dormi |

Vezi și
- nucleul preoptic ventrolateral
- nucleul periventricular

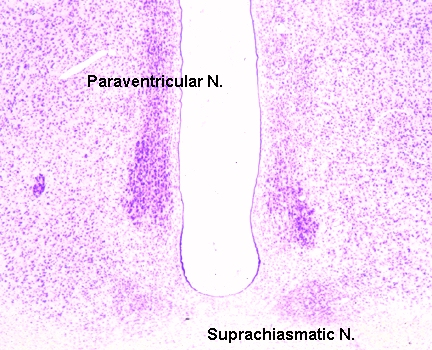
Secțiunea transversală a hipotalamusului maimuței afișează două dintre nucleele majore hipotalamice de ambele părți ale celui de-al treilea ventricul plin de lichid.
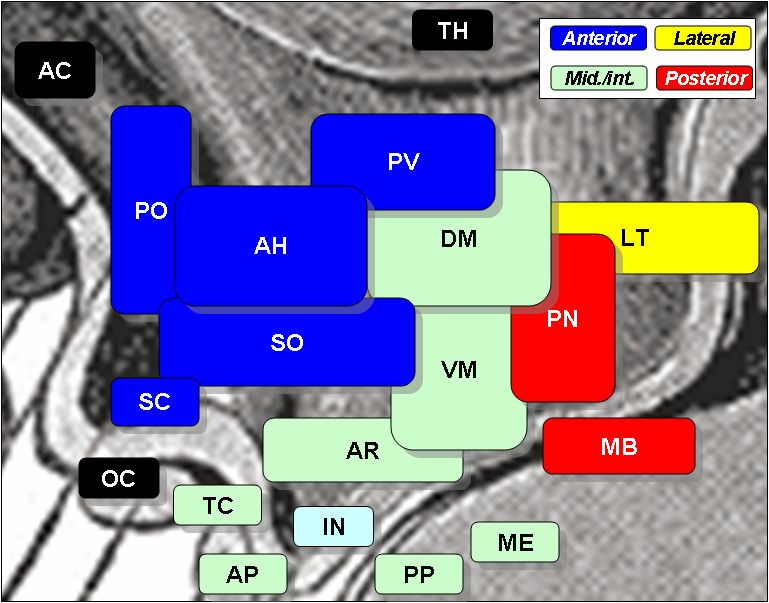
Nucleii hipotalamici
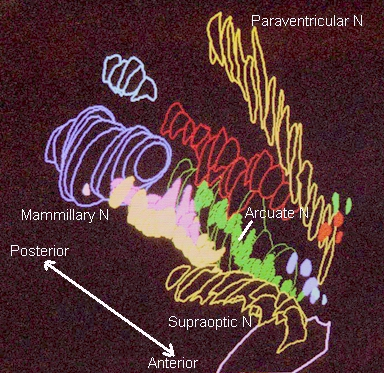
Nucleii hipotalamici pe o parte a hipotalamusului, arătați într-o reconstrucție computerizată 3-D

### Conexiuni
Hipotalamusul este puternic interconectat cu alte părți ale sistemului nervos central, în special trunchiul cerebral și formațiunea reticulară. Ca parte a sistemului limbic, are conexiuni cu alte structuri limbice, inclusiv amigdala și septumul, și este, de asemenea, conectat cu zone ale sistemului nervos autonom.
Hipotalamusul primește multe intrări din trunchiul cerebral, cele mai notabile din nucleul tractului solitar, locus coeruleus și medulla ventrolaterală.
Majoritatea fibrelor nervoase din hipotalamus au traseu în două moduri (bidirecționale):
- Proiecțiile către zonele caudale către hipotalamus trec prin planșeul median al creierului anterior, tractul mamilotegmental și fasciculul longitudinal dorsal.
- Proiecțiile către zonele rostrale către hipotalamus sunt efectuate de tractul mamilotalamic, fornix și stria terminală.
- Proiecțiile către zonele sistemului motor simpatic ( segmentele coloanei vertebrale laterale T1-L2 / L3) sunt purtate de tractul hipotalamospinal și activează calea motorie simpatică.

### Dimorfism sexual
Mai mulți nuclei hipotalamici sunt dimorfici sexual; adică, există diferențe clare atât în structură, cât și în funcție între bărbați și femei.  Unele diferențe sunt evidente chiar și în neuroanatomia grosieră: cea mai notabilă este nucleul dimorf sexual din zona preoptică  în care diferențele sunt modificări subtile ale conectivității și sensibilității chimice a anumitor seturi de neuroni. Importanța acestor schimbări poate fi recunoscută prin diferențe funcționale între bărbați și femei. De exemplu, bărbații din majoritatea speciilor preferă mirosul și aspectul femelelor în locul bărbaților, care este esențial în stimularea comportamentului sexual masculin. Dacă nucleul dimorf sexual este lezat, această preferință pentru femei de către bărbați se diminuează. De asemenea, modelul de secreție a hormonului de creștere este dimorf sexual;  Acesta este motivul pentru care în multe specii, masculii adulți se disting vizibil de femele.

#### Sensibilitate la steroizii ovarieni
Alte dimorfisme funcționale izbitoare sunt în răspunsurile comportamentale la steroizii ovarieni ai adultului. Bărbații și femeile răspund la steroizi ovarieni în moduri diferite, parțial deoarece expresia neuronilor sensibili la estrogeni din hipotalamus este dimorfă sexual; adică, receptorii de estrogen sunt exprimați în diferite seturi de neuroni.
Estrogenul și progesteronul pot influența expresia genelor în special neuroni sau pot induce modificări ale potențialului membranei celulare și activării kinazei, ducând la diverse funcții celulare non-genomice. Estrogenul și progesteronul se leagă de receptorii lor de hormoni nucleari înrudiți, care se translocează în nucleul celular și interacționează cu regiuni ale ADN-ului cunoscute sub numele de elemente de răspuns hormonal (ERH) sau se leagă de locul de legare al unui alt factor de transcripție. S-a demonstrat că receptorul de estrogen (RE) transactivează alți factori de transcripție în acest mod, în ciuda absenței unui element de răspuns estrogen (ERE) în regiunea promotoră proximală a genei. În general, RE și receptorii de progesteron (RP) sunt activatori genetici, cu mARN crescut și sinteza proteinelor ulterioară după expunerea la hormoni. 
Creierul masculin și cel feminin diferă în ceea ce privește distribuția receptorilor de estrogen și această diferență este o consecință ireversibilă a expunerii la steroizi neonatali. Receptorii de estrogen (și receptorii de progesteron) se găsesc în principal în neuronii din hipotalamusul anterior și mediubasal, în special:
- zona preoptică (unde sunt localizați neuronii LHRH, reglând răspunsurile dopaminei și comportamentul matern; [14]
- nucleul periventricular unde sunt localizați neuronii somatostatici, reglând nivelurile de stres; [15]
- hipotalamusul ventromedial care reglează foamea și excitația sexuală.

### Dezvoltare

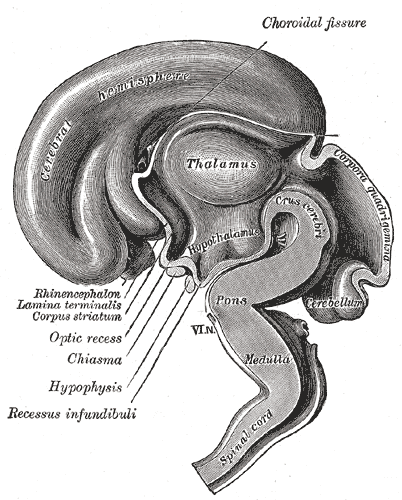
Secțiunea sagitală mediană a creierului embrionului uman de trei luni

În viața neonatală, steroizii gonadici influențează dezvoltarea hipotalamusului neuroendocrin. De exemplu, ele determină capacitatea femelelor de a prezenta un ciclu reproductiv normal, iar a bărbaților și femelelor de a prezenta comportamente reproductive adecvate în viața adultă.
- Dacă un șobolan de sex feminin este injectat o dată cu testosteron în primele câteva zile de viață postnatală (în „perioada critică” de influență a steroizilor sexuali), hipotalamusul este ireversibil masculinizat; șobolanul adult va fi incapabil să genereze o creștere a LH ca răspuns la estrogen (o caracteristică a femelelor), dar va fi capabil să prezinte comportamente sexuale masculine (montând o femeie receptivă sexual). [16]
- Prin contrast, un șobolan mascul castrat chiar după naștere va fi feminizat, iar adultul va prezenta comportament sexual feminin ca răspuns la estrogen (receptivitate sexuală, comportament lordoză ). [16]

La primate, influența de dezvoltare a androgenilor este mai puțin clară, iar consecințele sunt mai puțin înțelese. În creier, testosteronul este aromatizat (până la estradiol ), care este principalul hormon activ pentru influențele de dezvoltare. Testiculul uman secretă niveluri ridicate de testosteron de la aproximativ săptămâna 8 a vieții fetale până la 5-6 luni de la naștere (o creștere similară a testosteronului perinatal se observă la multe specii), proces care pare să stea la baza fenotipului masculin. Estrogenul din circulația maternă este relativ ineficient, parțial din cauza nivelurilor circulante ridicate de proteine care leagă steroizii în timpul sarcinii. 
Steroizii sexuali nu sunt singurele influențe importante asupra dezvoltării hipotalamice; în special, stresul pre-pubertar la începutul vieții (al șobolanilor) determină capacitatea hipotalamusului adult de a răspunde la un factor de stres acut.  Spre deosebire de receptorii gonadici ai steroizilor, receptorii glucocorticoizi sunt foarte răspândiți în tot creierul; în nucleul paraventricular, ele mediază controlul feedback-ului negativ al sintezei și secreției CRF, dar în altă parte rolul lor nu este bine înțeles.

## Funcție

### Eliberarea hormonului

Glandele endocrine din capul și gâtul uman și hormonii acestora

Hipotalamusul are o funcție neuroendocrină centrală, mai ales prin controlul său asupra hipofizei anterioare, care la rândul său reglează diferite glande și organe endocrine. Hormonii de eliberare (numiți și factori de eliberare) sunt produși în nuclei hipotalamici, apoi transportați de-a lungul axonilor fie la eminența mediană, fie la hipofiza posterioară, unde sunt depozitați și eliberați după cum este necesar. 
Hipofiza anterioară
În axa hipotalamică-adenohipofizară, hormonii eliberatori, cunoscuți și sub denumirea de hormoni hipofiziotropi sau hipotalamici, sunt eliberați din eminența mediană, o prelungire a hipotalamusului, în sistemul portal hipofizar, care îi poartă către hipofiza anterioară, unde își exercită funcțiile de reglare asupra secreției de hormoni adenohipofizari.  Acești hormoni hipofiziotropi sunt stimulați de celulele nevrosecretorii parvocelulare situate în zona periventriculară a hipotalamusului. După eliberarea lor în capilarele celui de-al treilea ventricul, hormonii hipofiziotropi călătoresc prin ceea ce este cunoscut sub numele de circulația portalului hipotalamo-hipofizar. Odată ce ajung la destinație în hipofiza anterioară, acești hormoni se leagă de receptori specifici localizați pe suprafața celulelor hipofizei. În funcție de celulele care sunt activate prin această legare, hipofiza fie va începe să secrete, fie va înceta să secrete hormoni în restul fluxului sanguin. 
| Hormonul secretat                                                              | Abreviere         | Produs de                                                          | Efect |
| ------------------------------------------------------------------------------ | ----------------- | ------------------------------------------------------------------ | --- |
| Hormon care eliberează tirotropina </br> (Hormonul care eliberează prolactina) | TRH, TRF sau PRH  | Celule neurosecretorii parvocelulare ale nucleului paraventricular | Stimulați eliberarea hormonului stimulator tiroidian (TSH) din hipofiza anterioară (în principal) </br> Stimulați eliberarea prolactinei din hipofiza anterioară          |
| Hormonul care eliberează corticotropina                                        | CRH sau CRF       | Celule neurosecretorii parvocelulare ale nucleului paraventricular | Stimulați eliberarea hormonului adrenocorticotrop (ACTH) din hipofiza anterioară                                                                                          |
| Dopamina </br> (Hormonul inhibitor al prolactinei)                             | DA sau PIH        | Neuronii dopaminici ai nucleului arcuat                            | Inhibă eliberarea prolactinei din hipofiza anterioară |
| Hormon care eliberează hormonul de creștere                                    | GHRH              | Neuroni neuroendocrini ai nucleului Arcuate                        | Stimulați eliberarea hormonului de creștere (GH) din hipofiza anterioară                                                                                                  |
| Hormonul care eliberează gonadotropina                                         | GnRH sau LHRH     | Celulele neuroendocrine din zona preoptică                         | Stimulați eliberarea hormonului foliculostimulant (FSH) din hipofiza anterioară </br> Stimulați eliberarea hormonului luteinizant (LH) din hipofiza anterioară            |
| Somatostatină </br> (hormon inhibitor al hormonului de creștere)               | SS, GHIH sau SRIF | Celulele neuroendocrine ale nucleului periventricular              | Inhibați eliberarea hormonului de creștere (GH) din hipofiza anterioară </br> Inhibați (moderat) eliberarea hormonului stimulator tiroidian (TSH) din hipofiza anterioară |

Alți hormoni secretați din eminența mediană includ vasopresina, oxitocina și neurotensina .    
Hipofiza posterioară
În axul hipotalamic-neurohipofizar, hormonii neurohipofiziali sunt eliberați din hipofiza posterioară, care este de fapt o prelungire a hipotalamusului, în circulație.
| Hormonul secretat                       | Abreviere   | Produs de | Efect |
| --------------------------------------- | ----------- | --- | --- |
| Oxitocina                               | OXY sau OXT | Celule neurosecretorii magnocelulare ale nucleului paraventricular și ale nucleului supraoptic                                   | Contracția uterină </br> Alăptare (reflex de decădere) |
| Vasopresina </br> (hormon antidiuretic) | ADH sau AVP | Celule neurosecretorii magnocelulare și parvocelulare ale nucleului paraventricular, celule magnocelulare din nucleul supraoptic | Creșterea permeabilității la apă a celulelor tubului distal și a canalului de colectare în rinichi și astfel permite reabsorbția apei și excreția de urină concentrată |

Se știe, de asemenea, că hormonii axei hipotalamo-hipofizo-suprarenale (HPA) sunt legați de anumite boli ale pielii și de homeostazia pielii. Există dovezi care leagă hiperactivitatea hormonilor HPA de bolile de piele legate de stres și tumorile pielii. 

### Stimulare
Hipotalamusul coordonează multe ritmuri circadiene hormonale și comportamentale, modele complexe de ieșiri neuroendocrine , mecanisme homeostatice complexe și comportamente importante. Prin urmare, hipotalamusul trebuie să răspundă la multe semnale diferite, dintre care unele sunt generate extern și altele intern. Semnalizarea undei Delta care apare fie în talamus, fie în cortex influențează secreția de hormoni eliberatori; GHRH și prolactina sunt stimulate în timp ce TRH este inhibat.
Hipotalamusul răspunde la:
- Lumina: lungimea zilei și fotoperioada pentru reglarea ritmurilor circadiene și sezoniere
- Stimuli olfactivi, inclusiv feromoni
- Steroizi, inclusiv steroizi gonadici și corticosteroizi
- Informații transmise neuronal care apar în special din inimă, sistemul nervos enteric (al tractului gastrointestinal ), [27] și tractul reproductiv.
- Intrări autonome
- Stimuli transmisibili de sânge, inclusiv leptină, grelină, angiotensină, insulină, hormoni hipofizari, citokine, concentrații plasmatice de glucoză și osmolaritate etc.
- Stres
- Invadarea microorganismelor prin creșterea temperaturii corpului, resetarea termostatului corpului în sus.

#### Stimuli olfactivi
Stimulii olfactivi sunt importanți pentru reproducerea sexuală și funcția neuroendocrină la multe specii. De exemplu, dacă un șoarece însărcinat este expus la urina unui bărbat „ciudat” într-o perioadă critică după coit, atunci sarcina eșuează ( efectul Bruce ). Astfel, în timpul coitusului, o femelă de șoarece formează o „memorie olfactivă” precisă a partenerului ei care persistă câteva zile. Indicii feromonali ajută la sincronizarea estrului la multe specii; la femei, menstruația sincronizată poate apărea și din indicii feromonali, deși rolul feromonilor la om este contestat.

#### Stimuli transmisibili de sânge
Hormonii peptidici au influențe importante asupra hipotalamusului și, pentru a face acest lucru, trebuie să treacă prin bariera hematoencefalică . Hipotalamusul este delimitat parțial de regiuni specializate ale creierului care nu au o barieră hematoencefalică eficientă; endoteliul capilar din aceste locuri este fenestrat pentru a permite trecerea liberă chiar și a proteinelor mari și a altor molecule. Unele dintre aceste situri sunt siturile neurosecreției - neurohipofiza și eminența mediană . Cu toate acestea, altele sunt locuri în care creierul probează compoziția sângelui. Două dintre aceste situri, SFO ( organ subfornical ) și OVLT ( organum vasculosum al laminei terminale ) sunt așa-numitele organe circumventriculare, unde neuronii sunt în contact intim atât cu sângele, cât și cu LCR . Aceste structuri sunt dens vascularizate și conțin neuroni osmoreceptivi și receptivi la sodiu care controlează consumul de alcool, eliberarea de vasopresină, excreția de sodiu și pofta de sodiu. De asemenea, conțin neuroni cu receptori pentru angiotensină, factor natriuretic atrial, endotelină și relaxină, fiecare dintre aceștia fiind important în reglarea echilibrului fluidelor și electroliților. Neuronii din OVLT și SFO se proiectează către nucleul supraoptic și nucleul paraventricular și, de asemenea, către zonele hipotalamice preoptice. Organele circumventriculare pot fi, de asemenea, locul de acțiune al interleukinelor pentru a provoca atât febra, cât și secreția de ACTH, prin efecte asupra neuronilor paraventriculari. 
Nu este clar cum toate peptidele care influențează activitatea hipotalamică câștigă accesul necesar. În cazul prolactinei și leptinei, există dovezi ale absorbției active a plexului coroid din sânge în lichidul cefalorahidian (LCR). Unii hormoni hipofizari au o influență de feedback negativ asupra secreției hipotalamice; de exemplu, hormonul de creștere se alimentează din nou cu hipotalamusul, dar modul în care acesta intră în creier nu este clar. Există, de asemenea, dovezi ale acțiunilor centrale ale prolactinei . 
Rezultatele au sugerat că hormonul tiroidian (T4) este preluat de celulele gliale hipotalamice din nucleul infundibular / eminența mediană și că este convertit aici în T3 de deiodinaza de tip 2 (D2). Ulterior, T3 este transportat în neuronii producători de hormoni care eliberează tirotropina ( TRH ) din nucleul paraventricular . Receptorii hormonilor tiroidieni au fost găsiți în acești neuroni, indicând faptul că sunt într-adevăr sensibili la stimulii T3. În plus, acești neuroni au exprimat MCT8, un transportor de hormoni tiroidieni, susținând teoria că T3 este transportat în ei. T3 se poate lega apoi de receptorul hormonului tiroidian din acești neuroni și poate afecta producția de hormon care eliberează tirotropina, reglând astfel producția de hormon tiroidian. 
Hipotalamusul funcționează ca un tip de termostat pentru organism.  Stabilește temperatura corporală dorită și stimulează fie producția de căldură și retenția pentru a ridica temperatura sângelui la o setare mai mare, fie transpirația și vasodilatația pentru a răci sângele la o temperatură mai scăzută. Toate febrile rezultă dintr-un cadru ridicat în hipotalamus; temperaturile ridicate ale corpului datorate oricărei alte cauze sunt clasificate ca hipertermie .  Rareori, deteriorarea directă a hipotalamusului, cum ar fi un accident vascular cerebral, va provoca febră; aceasta se numește uneori febră hipotalamică . Cu toate acestea, este mai frecvent ca astfel de daune să provoace temperaturi anormal de scăzute ale corpului. 

#### Steroizi
Hipotalamusul conține neuroni care reacționează puternic la steroizi și glucocorticoizi - (hormonii steroizi ai glandei suprarenale, eliberați ca răspuns la ACTH ). De asemenea, conține neuroni specializați sensibili la glucoză (în nucleul arcuat și hipotalamusul ventromedial ), care sunt importanți pentru apetit . Zona preoptică conține neuroni termosensibili; acestea sunt importante pentru secreția de TRH.

#### Neural
Secreția de oxitocină ca răspuns la alăptarea sau stimularea vagino-cervicală este mediată de unele dintre aceste căi; secreția de vasopresină ca răspuns la stimulii cardiovasculari care decurg din chemoreceptori din corpul carotid și arcada aortică și din receptorii de volum atrial cu presiune scăzută este mediată de alții. La șobolan, stimularea vaginului provoacă, de asemenea , secreția de prolactină, ceea ce duce la pseudo-sarcină după o împerechere infertilă. La iepure, coitul provoacă ovulație reflexă. La ovine, stimularea cervicală în prezența unor niveluri ridicate de estrogen poate induce un comportament matern la o oaie virgină. Aceste efecte sunt toate mediate de hipotalamus, iar informațiile sunt purtate în principal de căile spinale care se retrag în trunchiul cerebral. Stimularea mameloanelor stimulează eliberarea de oxitocină și prolactină și suprimă eliberarea de LH și FSH .
Stimulii cardiovasculari sunt transportați de nervul vag . Vagul transmite, de asemenea, o varietate de informații viscerale, inclusiv de exemplu semnale care decurg din distensie gastrică sau golire, pentru a suprima sau promova hrănirea, prin semnalarea eliberării de leptină sau, respectiv, gastrină. Din nou, aceste informații ajung la hipotalamus prin relee în trunchiul cerebral.
În plus, funcția hipotalamică răspunde - și este reglementată de - nivelurile tuturor celor trei neurotransmițători clasici de monoamină, noradrenalină, dopamină și serotonină (5-hidroxitriptamină), în acele căi din care primește inervație. De exemplu, intrările noradrenergice care decurg din locus coeruleus au efecte de reglare importante asupra nivelului hormonului de eliberare a corticotropinei (CRH).

### Controlul consumului de alimente
| Peptide care cresc </br> comportamentul alimentar | Peptide care scad </br> comportamentul alimentar              |
| ------------------------------------------------- | ------------------------------------------------------------- |
| Grelina                                           | Leptina                                                       |
| Neuropeptida Y                                    | (α, β, γ) - Hormoni care stimulează melanocitele              |
| Peptida legată de Agouti                          | Peptide cu transcripție reglementate de cocaină și amfetamină |
| Orexine (A, B)                                    | Hormonul care eliberează corticotropina                       |
| Hormon concentrator de melanină                   | Colecistochinina                                              |
| Galanin                                           | Insulină                                                      |
|                                                   | Peptida asemănătoare glucagonului 1                           |

Partea laterală extremă a nucleului ventromedial al hipotalamusului este responsabilă pentru controlul aportului alimentar. Stimularea acestei zone determină un aport crescut de alimente. Leziunea bilaterală a acestei zone determină încetarea completă a aportului de alimente. Părțile mediale ale nucleului au un efect de control asupra părții laterale. Leziunea bilaterală a părții mediale a nucleului ventromedial provoacă hiperfagie și obezitate la animal. O leziune ulterioară a părții laterale a nucleului ventromedial la același animal produce încetarea completă a aportului alimentar.
Există diferite ipoteze legate de această reglementare: 
1. Ipoteza Lipostatic: Această ipoteză susține că adipos țesut produce un umoral semnal, care este proporțională cu cantitatea de grăsime și acționează asupra hipotalamusului pentru a reduce aportul de alimente și de ieșire creștere a energiei. A fost evident că un hormon leptină acționează asupra hipotalamusului pentru a reduce consumul de alimente și a crește puterea de energie.
2. Ipoteza gutpeptidelor: hormonii gastro-intestinali precum Grp, glucagoni, CCK și alții au pretins că inhibă consumul de alimente. Mâncarea care intră în tractul gastro-intestinal declanșează eliberarea acestor hormoni, care acționează asupra creierului pentru a produce sațietate. Creierul conține atât receptori CCK-A, cât și receptori CCK-B.
3. Ipoteza glucostatică: activitatea centrului de sațietate din nucleii ventromediali este probabil guvernată de utilizarea glucozei în neuroni. S-a postulat că, atunci când utilizarea glucozei este scăzută și, în consecință, atunci când diferența de glucoză din sânge arteriovenoasă între ei este scăzută, activitatea asupra neuronilor scade. În aceste condiții, activitatea centrului de hrănire este necontrolată și individul îi este foame. Aportul alimentar este crescut rapid prin administrarea intraventriculară de 2-dezoxiglucoză, scăzând astfel utilizarea glucozei în celule.
4. Ipoteză termostatică: Conform acestei ipoteze, o scădere a temperaturii corpului sub un anumit set-point stimulează apetitul, în timp ce o creștere peste set-point inhibă apetitul.

### Procesarea fricii
Zona medială a hipotalamusului face parte dintr-un circuit care controlează comportamentele motivate, cum ar fi comportamentele defensive.  Analizele etichetării Fos au arătat că o serie de nuclee din „coloana de control comportamental” este importantă în reglarea expresiei comportamentelor defensive înnăscute și condiționate. 
Comportamentul defensiv antipredator
Expunerea la un prădător (cum ar fi o pisică) provoacă comportamente defensive la rozătoarele de laborator, chiar și atunci când animalul nu a fost niciodată expus unei pisici.  În hipotalamus, această expunere determină o creștere a celulelor marcate cu Fos în nucleul hipotalamic anterior, partea dorsomedială a nucleului ventromedial și în partea ventrolaterală a nucleului premamiliar (PMDvl).  Nucleul premamilar are un rol important în exprimarea comportamentelor defensive față de un prădător, deoarece leziunile din acest nucleu abolesc comportamentele defensive, cum ar fi înghețul și zborul.   PMD nu modulează comportamentul defensiv în alte situații, deoarece leziunile acestui nucleu au avut efecte minime asupra scorurilor de înghețare post-șoc.  PMD are legături importante cu griul periaqueductal dorsal, o structură importantă în exprimarea fricii.   În plus, animalele prezintă comportamente de evaluare a riscului față de mediul asociat anterior cu pisica. Analiza celulară marcată cu Fos a arătat că PMDvl este cea mai activată structură din hipotalamus, iar inactivarea cu muscimol înainte de expunerea la context elimină comportamentul defensiv.  Prin urmare, hipotalamusul, în principal PMDvl, are un rol important în exprimarea comportamentelor defensive înnăscute și condiționate față de un prădător.
Înfrângerea socială
La fel, hipotalamusul are un rol în înfrângerea socială : nucleele din zona medială sunt mobilizate și în timpul unei întâlniri cu un specific agresiv. Animalul învins are o creștere a nivelurilor de Fos în structurile dimorfice sexual, cum ar fi nucleul pre-optic medial, partea ventrolaterală a nucleului ventromedial și nucleul premamilar ventral.  Astfel de structuri sunt importante în alte comportamente sociale, cum ar fi comportamentele sexuale și agresive. Mai mult, este mobilizat și nucleul premamilar, partea dorsomedială, dar nu partea ventrolaterală.  Leziunile din acest nucleu abolesc comportamentul defensiv pasiv, cum ar fi înghețarea și postura „pe spate”. 

## Imagini suplimentare

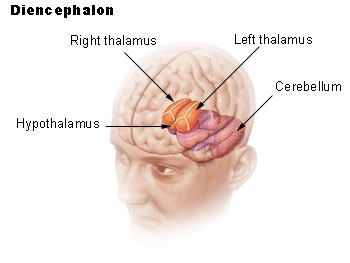
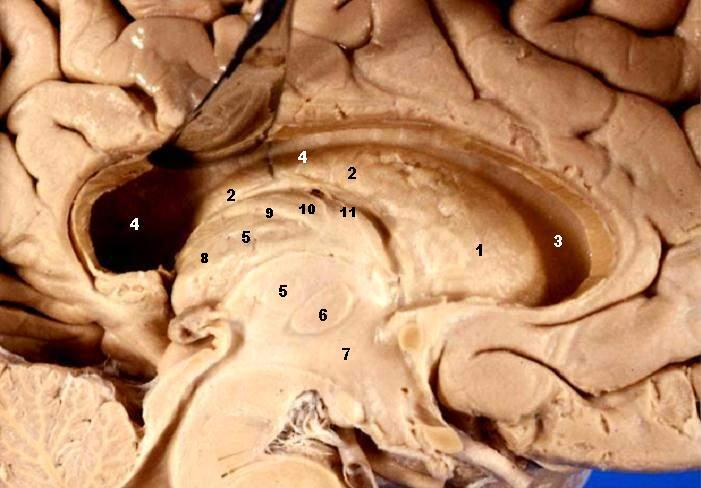
Human brain left dissected midsagittal view
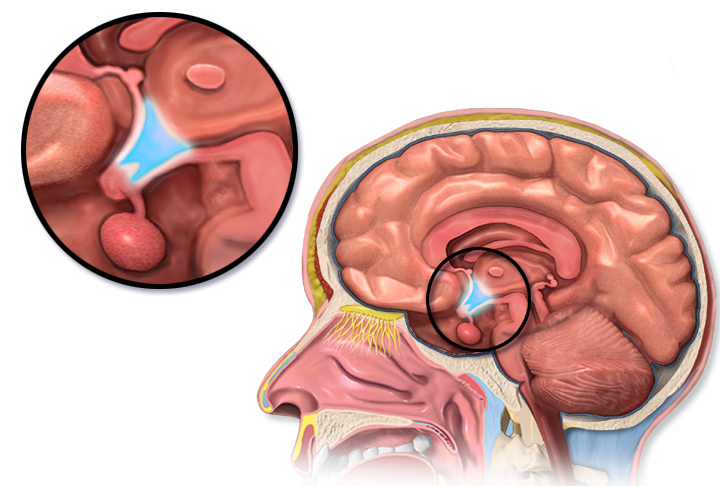
Location of the hypothalamus